# Société de Ferques
La Société de Ferques est une compagnie minière qui a exploité la houille dans le Boulonnais dans le bassin minier du Nord-Pas-de-Calais. La houille est découverte en affleurement à Ferques, en dehors des concessions d'Hardinghen et Fiennes. Une demande de concession datant du 20 août 1835 est accordée en partie le 27 janvier 1837 et porte sur 1 364 hectares au lieu des 2 400 demandés. Une fosse est creusée, mais exploitée sans succès, la société est liquidée le 5 septembre 1842.
Une nouvelle découverte a lieu en 1845, un agriculteur, le sieur Bonvoisin, découvre du charbon en labourant son champ, et pratique des puits qui mettent en évidence la présence de tout un massif. Divers sociétés tentent des recherches, mais deux des trois liquidateurs, Messieurs Frémicourt et Dupont, veulent l'annulation de la renonciation à la concession, sous prétexte que cette demande n'a pas encore été acceptée. L'administration rend la concession aux liquidateurs, qui fondent la Deuxième Société de Ferques en 1846. De 1848 à 1852, ils ouvrent la fosse de Leulinghen qui atteint 272 mètres de profondeur grâce à un puits suivi de trois bures. Les résultats ne sont pas probants et la fosse est abandonnée. Des sondages sont ensuite effectuée en dehors du terrain houiller à Guînes et à Wizernes.
L'administration revend en 1875 la concession pour 200 000 francs à Messieurs Descat et Debon qui effectuent les sondages de Blecquenecques et Hydrequent. 

## Constitution de la Société de Ferques en 1837

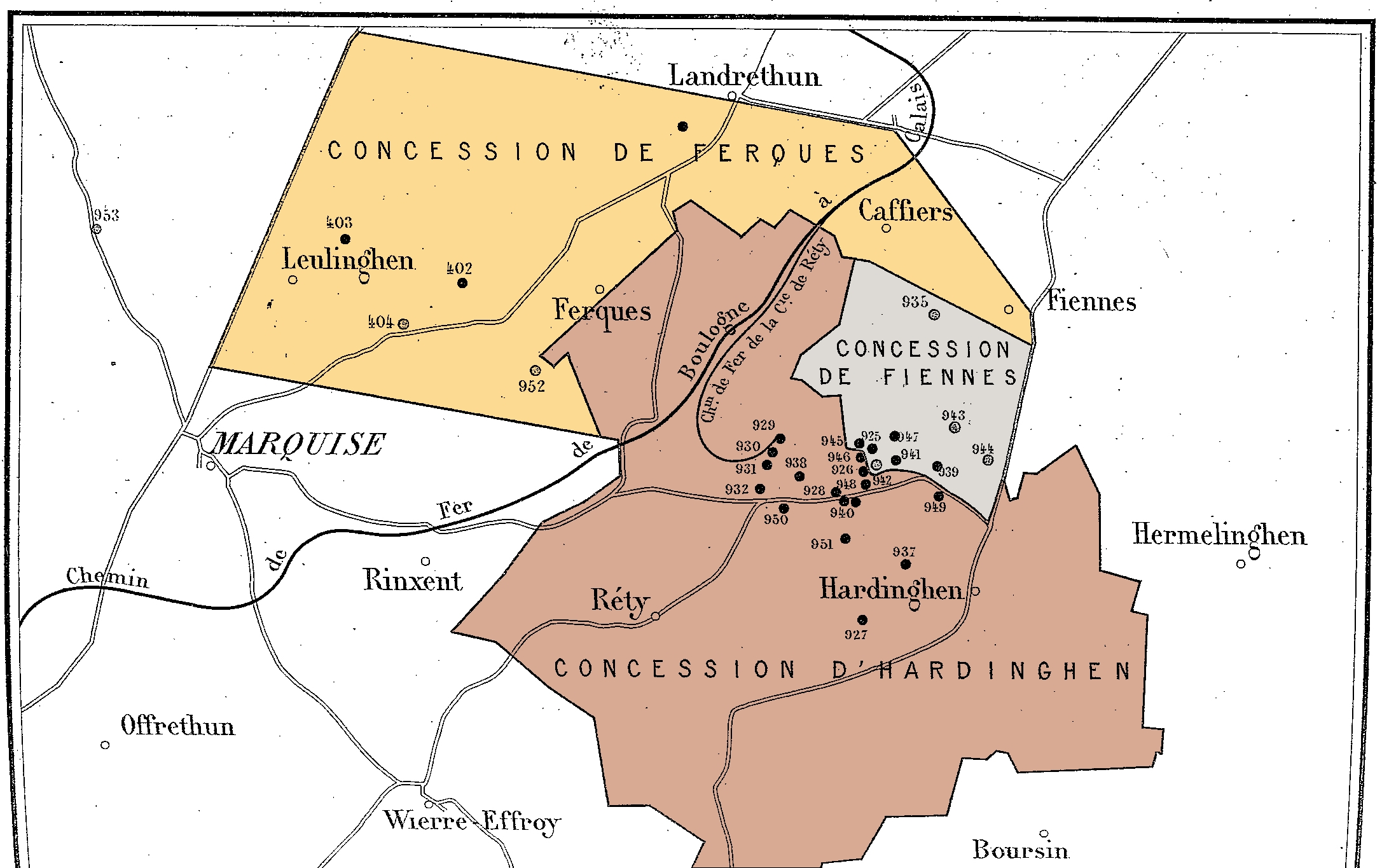
Les concessions du Boulonnais.

Il existe en dehors des concessions d'Hardinghen et de Fiennes, vers l'ouest, entre autres points, sur Ferques, des affleurements de terrain houiller. C'est dans l'un de ces affleurements qu'on découvre de la houille en 1835. Messieurs Frémicourt père et fils, Parizot, Richarsoh et Davidson, à la suite de cette découverte, forment dès le 20 août de cette même année 1835, une demande de concession, s'étendant sur 2 400 hectares. Leur demande est accueillie, en partie du moins, et une ordonnance du 27 janvier 1837 leur accorde sous le nom de concession de Ferques, une superficie de 1 364 hectares ; Les concessionnaires constituent, par acte reçu par Maître Corbin, notaire à Paris, les 17 mars et 19 avril 1837, une société en commandite par actions.
À cette époque une fosse a été creusée et a déjà fourni de petites quantités de houille. On approfondit cette fosse jusqu'au calcaire inférieur, et on se propose d'en ouvrir une deuxième sur l'aval pendage des veines. Les travaux ont été continués pendant les cinq années 1837 à 1841, mais sans succès. En 1842, les travaux d'exploitation sont entièrement abandonnés, et on termine un sondage entrepris à 150 mètres à l'est de la première fosse.

## Liquidation en 1842
La Société n'ayant plus d'espoir de réussite, se dissout et entre en liquidation le 5 septembre 1842. Son matériel est vendu à la criée le 17 septembre 1843, et le produit, défalcation faite des dettes, est réparti aux actionnaires. Le mois suivant, la Société adresse au préfet du Pas-de-Calais, une déclaration de renonciation à la concession de Ferques, motivée sur l'inutilité de ses efforts pour la mettre en valeur. Cependant l'administration a continué à imposer la concession de Ferques à la redevance fixe. Les liquidateurs de la société, par une pétition du 7 octobre 1844, demandèrent la radiation de cette imposition, comme conséquence de la renonciation à la concession. Il a été donné satisfaction à cette demande, par un arrêté du préfet du 15 février 1845.

## Nouvelle découverte en 1845
Sur ces entrefaites, au commencement de l'année 1845, le sieur Bonvoisin, propriétaire à Leulinghen, en labourant un champ, met à découvert de la houille, et pratique des explorations qui lui font reconnaître l'existence d'un massif de charbon d'une certaine importance. Cette découverte fait du bruit dans le pays. La Compagnie de Fiennes et d'Hardinghen vient, dès le mois d'avril, installer deux petits puits, proches du champ Bonvoisin, et y constate la présence du terrain houiller et de la houille, dès le 7 septembre 1845.
En présence de ces tentatives le sieur Bonvoisin déclare sa découverte dès le 28 août, et formule, le 30 du même mois, une demande de concession. De son côté, la Société de Fiennes et Hardinghen adresse le 15 septembre 1845, une demande d'extension de sa concession d'Hardinghen, comprenant les terrains sur lesquels la houille vient d'être découverte.
L'administration n'a pas alors accepté définitivement la renonciation à la concession ; toutefois les rapports des Ingénieurs des Mines, en date de septembre 1845, ont conclu à l'acceptation de cette renonciation, la concession n'étant grevée d'aucune hypothèque.

## Désistement de la renonciation à la concession
Deux des trois liquidateurs de la Société, se prévalant de ce que la demande de renonciation n'a pas encore reçu de solution officielle, se désistent, au nom de la Compagnie de Ferques, de cette demande, en octobre 1845. Ils acquittent les impôts de la concession et font afficher leur désistement de demande en renonciation.
L'administration est obligée de reconnaître que les droits de la Société de Ferques à sa concession, ne sont pas périmés, et la maintient en possession de sa propriété. M. Adam, l'un des liquidateurs de la Société de Ferques, s'est séparé sur cette question de ses deux collègues, Messieurs Frémicourt et Dupont. Il s'est même mis à la tête d'une nouvelle société qui demande la concession de partie de l'ancienne concession de Ferques.
Le 7 septembre 1847, le sieur Bonvoisin qui a par hasard découvert un massif de houille à Leulinghen, réclame auprès de l'administration, une indemnité, à titre d'inventeur, de la Société de Ferques. Mais l'administration refuse d'intervenir dans cette demande. La découverte du sieur Bonvoisin fait grande sensation dans le pays, et donne lieu à diverses déclarations de recherches et de demandes de concession de la part des propriétaires.
Ainsi, le 20 septembre 1845, le sieur Bourlet d'Halawgne, adresse à la Préfecture du Pas-de-Calais, une déclaration relative à des recherches qu'il va entreprendre sur le territoire de Marquise. Le 4 octobre 1845, c'est une demande de concession de Mme Velibert, de Calais, sur les terrains qu'elle possède à Marquise, près du champ où le sieur Bonvoisin a trouvé la houille.

## Puits de Leulinghen

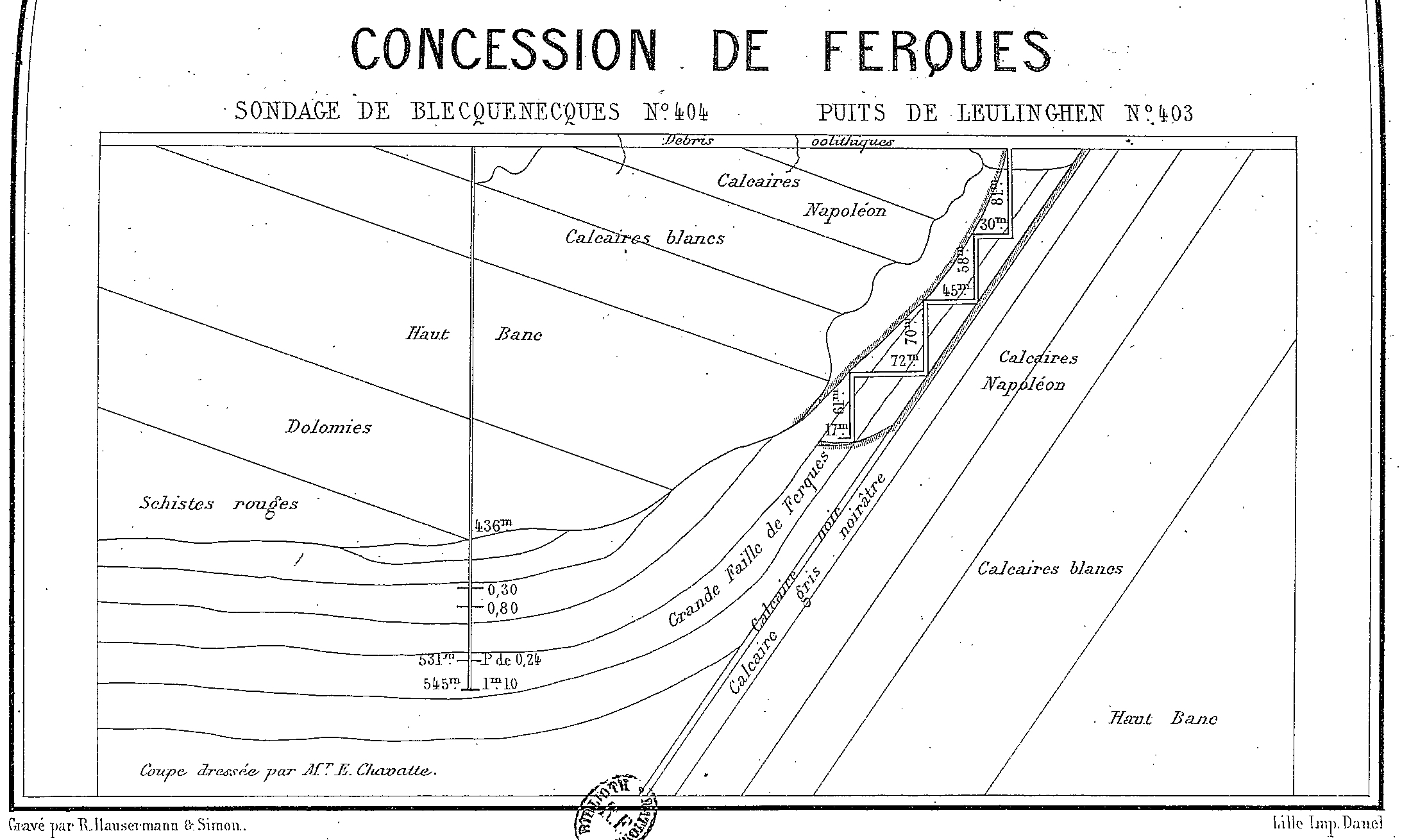
Coupe verticale passant par le sondage de Blecquenecques et la fosse de Leulinghen.

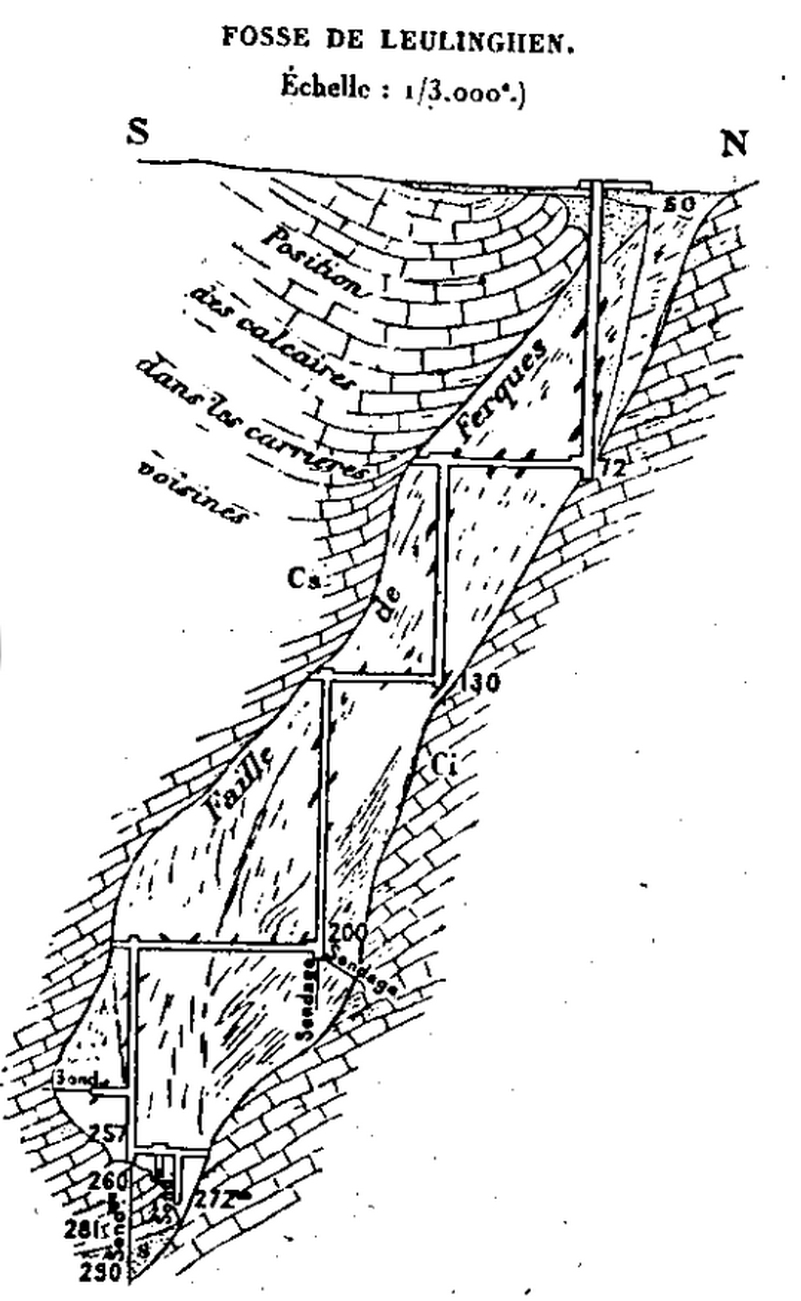
Coupe schématique du puits de Leulinghen.

La Compagnie Frémicourt ayant été remise en possession de la concession de Ferques, elle reprend ses travaux en 1846 et ouvre de petits puits creusés sur les affleurements du terrain houiller qui fournissent une certaine quantité de charbon.
En 1848, elle ouvre un puits à Leulinghen (50° 49′ 59″ N, 1° 43′ 27″ E), également sur les affleurements, occupant une bande très étroite, et formée de terrains presque verticaux. Son but est de pénétrer dans les calcaires qui recouvrent le terrain houiller, et elle a l'espoir d'y rencontrer un terrain en place et plus régulier. Le puits de Leulinghen atteint le calcaire inférieur à 81 mètres. Une galerie ouverte à cette profondeur, rencontre également le calcaire, mais le calcaire supérieur à 30 mètres. Une série de petits puits intérieurs et de galeries superposées ont été exécutés successivement et explorent un massif de terrain houiller de 270 mètres de hauteur verticale, sur 30 à 70 mètres d'épaisseur horizontale, véritable faille ou fente remplie de terrain houiller bouleversé, avec amas de houille.
La Compagnie a épuisé à peu près toutes ses ressources dans ses recherches de Leulinghen, qui du reste n'ont abouti à aucun résultat, et le 1er janvier 1852, elle suspend tous ses travaux dans la concession de Ferques. Elle songe alors à exécuter un sondage par le procédé Kind, à Guînes : elle l'y abandonne à 241,92 francs, après avoir traversé 224 mètres de morts terrains, et 17,92 mètres de grès, et schistes dévoniens. Enfin, quelques-uns des principaux actionnaires de la Société entreprennent, à la suite de l'abandon de la position de Guînes, en 1852, un sondage à Wizernes, près Saint-Omer, qui rencontre également le terrain inférieur à la formation houillère.

## Vente de la concession en 1875
Une ordonnance royale du 27 janvier 1837 a accordé aux sieurs Frémicourt, Parizot, Richardson et Davidson, la concession des Mines de Ferques, s'étendant sur une superficie de 1 364 hectares. Un arrêté du préfet du Pas-de-Calais, du 23 juin 1873, met en demeure les sieurs Frémicourt et consorts ou leurs ayant-cause de payer les redevances échues et de reprendre les travaux.
Une lettre du sous-préfet de Boulogne, du 4 août 1873, constate que les concessionnaires de Ferques n'ont pas donné de leurs nouvelles depuis plus de quatre ans. C'est dans cette situation, et en présence d'une société qui demande à tirer parti des gîtes de Ferques, que le ministre des travaux publics, par un arrêté en date du 21 janvier 1874, déclarant les concessionnaires des mines de Ferques déchus de ladite concession, ordonne leur mise en vente par adjudication publique. Cette adjudication a eu lieu le 9 janvier 1875, moyennant le prix de 200 000 francs à Messieurs Descat, membre de l'assemblée nationale, propriétaire à Roubaix et Charles Deblon, propriétaire à Lille. Ils ont pour concurrent la Société d'Hardinghen.

## Sondage de Blecquenecques
Les nouveaux acquéreurs de la concession de Ferques installent, en 1875, un sondage au hameau de Blecquenecques (50° 49′ 31″ N, 1° 44′ 08″ E), au sud-est de l'ancien puits de Leulinghen, Ce sondage, poursuivi avec beaucoup de persévérance, reste dans les terrains de calcaires anciens, jusqu'à 436 mètres. À cette profondeur, il atteint le terrain houiller dans lequel il pénètre de plus de 100 mètres. Il est abandonné en juillet 1879 à 545,15 mètres après avoir traversé une veinule de trente centimètres, une veine de 88 centimètres, une passée de 24 centimètres à 535 mètres et une veine de 1,10 mètre à 545 mètres toutes présentant une très faible inclinaison. Le charbon de ces veines tient 33 % de matières volatiles, comme le charbon des fosses d'Hardinghen.

## Sondage d'Hydrequent
Un deuxième sondage, dit sondage d'Hydrequent (50° 49′ 21″ N, 1° 45′ 29″ E), entrepris entre Ferques et Hydrequent, après le premier, en 1879, entre également dans le terrain houiller, après avoir traversé environ 350 mètres de calcaire. Il a constaté plusieurs fois la houille, et a atteint au mois d'avril 1881, la profondeur de 450 mètres. M. l'Ingénieur Duporcq dit dans son rapport de 1881 :
«  À la suite de ces deux sondages, qui ont rencontré le terrain houiller sous de puissantes assises du calcaire carbonifère, les concessionnaires vont aviser aux moyens de constituer des travaux en vue de l'exploitation des gisements constatés.  »

## Procès-verbal d'une Commission d'Ingénieurs en 1881
D'un procès-verbal dressé par cinq Ingénieurs, le 20 juillet 1881, sur la demande du conseil d'administration de la Société des Mines de Ferques, il a été extrait les passages ci-dessous :
«  Les soussignés ont pris communication des procès-verbaux en date des 19 novembre 1878, 17 février et 4 avril 1881, constatant la rencontre d'une veine de 80 centimètres tout en charbon au sondage no 1 (de Blecquenecques), profondeur 480 mètres, et de deux veines au sondage no 2 (d'Hydrequent), l'une de 1,98 mètre d'ouverture, dont 94 mètres en charbon (profondeur 403 mètres), l'autre de 2,72 mètres tout charbon, (profondeur 423 mètres). Les soussignés ont aussi examiné les registres des deux sondages mentionnant, outre les veines désignées ci-dessus, une couche d'une épaisseur de plus d'un mètre en charbon (profondeur 545 mètres) dans laquelle le sondage no 1 a été arrêté, et une autre de 1,65 mètre, recoupée au sondage no 2 (profondeur 379 mètres). Ils ont reçu communication des analyses des charbons recueillis, desquelles il résulte que ces charbons renferment 33 à 34 % de matières volatiles, et fournissent un coke bien agglutiné. Ils ont examiné avec attention tous les échantillons et les carottes extraites du sondage no 2, lesquelles révèlent des terrains non renversés, réguliers, inclinés de 25° vers le sud. 

Les soussignés, considérant que la distance entre les deux sondages, nos 1 et 2 est de 1 750 mètres, qu'ils se trouvent à une moyenne de 500 mètres de l'affleurement du terrain houiller dit grande faille de Ferques, qu'ainsi, se trouve démontrée l'existence d'un champ d'exploitation d'une étendue plus que suffisante pour alimenter, dès ce moment, une fosse d'extraction.
D'un avis unanime déclarent que les résultats des sondages nos 1 et 2 sont satisfaisants et de nature à justifier un puits d'extraction.

Signé : A. Potier, E. Duporcq, A. Olry. E. Berthet, C. Plumat. »